# Navarretia capillaris
Navarretia capillaris is een plant uit de Vlambloemfamilie. Het komt voor in het westen van de Verenigde Staten voor.